# Klartraum
Ein Klartraum, auch luzider Traum (über englisch lucid dream von lateinisch lux, lūcis „Licht“), ist ein Traum, in dem der Träumer sich dessen bewusst ist, dass er träumt. Paul Tholey, Psychologe und bedeutendster deutscher Klartraumforscher, formulierte dies folgendermaßen: „Klarträume sind solche Träume, in denen man völlige Klarheit darüber besitzt, daß man träumt und nach eigenem Entschluß handeln kann.“ Bei dieser Definition stützte sich Tholey auf die Philosophin Celia Green und den Psychologen Charles Tart. Tholey und der US-amerikanische Psychologe Stephen LaBerge sind die beiden zentralen Pioniere auf dem Gebiet der modernen Klartraumforschung. Die Fähigkeit, Klarträume zu erleben, hat vermutlich jeder Mensch, und man kann lernen, diese Form des Träumens herbeizuführen. Dazu gibt es verschiedene Techniken. Ein Mensch, der gezielt Klarträume erleben kann, wird auch Oneironaut genannt (von gr. oneiros „Traum“ und nautēs „Seefahrer“).

## Wissenschaftliche Aspekte des Klartraums

### Begriffliche Eingrenzung
Die Definition des Begriffs „Klartraum“ ist nicht einheitlich. So schlug Celia Green 1968 folgende Beschreibung vor: „Ein luzider Traum ist ein Traum, in dem sich der Träumende seines Traumes bewusst ist.“ Diese Mindestvoraussetzung wird heute allgemein akzeptiert, jedoch fordern andere Autoren zusätzliche Merkmale.
Tholey präzisierte den Unterschied zwischen gewöhnlichen Träumen und Klarträumen anhand von sieben Klarheitskriterien:
1. „Klarheit über den Bewusstheitszustand: darüber, dass man träumt;
2. Klarheit über die eigene Entscheidungsfreiheit: darüber, ob man z. B. vor einer Albtraumfigur Reißaus nimmt oder sich mit ihr anzufreunden versucht;
3. Klarheit des Bewusstseins: im Gegensatz zum Trübungs-, Verwirrtheits- oder Dämmerungszustand;
4. Klarheit über das Wachleben: darüber, wer man ist und was man sich für diesen Traum vorgenommen hat;
5. Klarheit der Wahrnehmung: dessen, was man sieht, hört, riecht, schmeckt und fühlt;
6. Klarheit über den Sinn des Traums;
7. Klarheit über die Erinnerung an den Traum: Man beachte, dass sich dieser Klarheitsbegriff im Gegensatz zu den anderen nur indirekt auf den Traumzustand bezieht.“[5]

Die Erfüllung dieser Klarheitskriterien eins bis vier ist für Tholey notwendig, wenn von einem Klartraum gesprochen werden soll, die Kriterien fünf bis sieben können zusätzlich ebenfalls erfüllt sein. Der Aspekt, dass der Träumer Klarheit über den Sinn des Traumes hat, stellt für Tholey den wirklichen „Königsweg“ zum Unbewussten dar – in Anspielung auf Sigmund Freuds Traumdeutung. Wenn erste Ansätze von Klarheit vorhanden sind, diese jedoch nicht vollständig den ersten vier Kriterien genügen, kann man von einem prä-luziden Traum sprechen. So kann ein Träumer sich durchaus die Frage stellen, ob er denn träume, ohne jedoch zur Erkenntnis des Traumzustandes zu gelangen – und der Ansatz der Klarheit verschwindet.
Durch das Erkennen des eigenen Traumzustands ist es möglich, in bestimmten Grenzen in den Traum einzugreifen und planvoll im Traumgeschehen zu handeln. Dabei sind dann nicht nur die eigenen Handlungen möglich, sondern auch – zumindest innerhalb meist enger Grenzen – eine gewisse Beeinflussung der Traumumgebung und der Traumfiguren. Meist werden Traumfiguren durch sprachliche Kommunikation und Handlungen des Träumers innerhalb des Traumgeschehens beeinflusst. Die Wahrnehmung der Traumhandlung reicht dabei von verschwommen und unzusammenhängend über realistische Wahrnehmung bis hin zu „hyperrealistischer Wahrnehmung“, bei der das Geschehen „realistischer als die Realität selbst“ wirkt. Ähnlich wirken durch Halluzinogene verstärkte Sinneseindrücke. Die kognitiven Fähigkeiten im Traumzustand sind verändert. So kann beispielsweise der Träumer oft keine komplizierten Rechenaufgaben lösen. Ob derartige Beschränkungen überwindbar sind, wird derzeit erforscht. Die Existenz von Klarträumen wurde wissenschaftlich nachgewiesen.
Das Wissen um das luzide Träumen ist noch wenig verbreitet. Die meisten Menschen sind davon überzeugt, dass sie nicht in ihre Träume handelnd eingreifen können. Manche Menschen erleben allerdings spontan Klarträume. Andere bedienen sich verschiedener Techniken (s. u.), jedoch gibt es trotz intensiver Forschung bis heute keine reproduzierbare Methode, um Klarträume sicher hervorzurufen. Auch ist der Zeitraum zwischen Beginn des Einübens von entsprechenden Techniken der Erzeugung von Klarträumen und den ersten Erfolgen individuell sehr unterschiedlich. So berichtet Tholey von schnellen Erfolgen beim Erreichen erster Klarträume innerhalb weniger Tage nach dem Beginn des Übens, aber auch von langwierigen Übungsphasen.

### Der Klartraum aus kritisch-realistischer Sicht
Der Umstand, dass die Umgebung und der eigene Körper im Klartraum so realistisch wirken wie die Umgebung und der eigene Körper im Wachzustand, erfordert eine klare Abgrenzung dieser beiden Welten. Diese Gegebenheiten beschreibt Tholey aus Sicht des Kritischen Realismus, wie er auch innerhalb der Gestalttheorie vertreten wird. Es handelt sich hierbei um einen erkenntnistheoretischen – nicht aber ontologischen – Dualismus. In seinem sensomotorischen Ansatz beschreibt Tholey die Wahrnehmung und Handlungen innerhalb von Traum- und Wachzustand.
Das kritisch-realistische Modell ist Ausgangspunkt zur Unterscheidung zwischen einer physischen – auch als transphänomenal bezeichneten – Umwelt und einer phänomenalen Erlebnis- oder Wahrnehmungswelt. Letztere basiert auf der sinnlichen Wahrnehmung der physischen Umwelt, umfasst dabei auch den eigenen Körper. Repräsentiert wird die physische Umwelt in diesem Modell im sogenannten psychophysischen Niveau (PPN), auf der Basis der dort verarbeiteten Sinneseindrücke. Das hypothetisch angenommene PPN lässt sich als vernetztes System verschiedener, nicht fest lokalisierter Großhirnbereiche auffassen.
Im Wachzustand bildet sich aus den verschiedenen Sinneseindrücken die phänomenale Welt, verstanden als Abbild der physischen Welt. Aus Bewegungsabsichten werden gewünschte Bewegungen in korrespondierende Bewegungen des Körpers umgesetzt. Diese Bewegungen werden wiederum über die Sinne zum PPN zurückgemeldet. Zwischen physischer und phänomenaler Welt wird hierdurch ein sogenannter sensomotorischer Regelkreis etabliert. Im Traumzustand wird dieser Regelkreis aufgebrochen. Die phänomenale Welt ist nicht länger Abbild der physischen Welt. Bewegungsabsichten werden dann auch nicht mehr in korrespondierende Bewegungen des physischen Körpers umgesetzt.
Für Tholey ist auf dieser erkenntnistheoretischen Grundlage eine psychologische Erklärung des luziden Träumens möglich. Der „kritische“ – oder besser: „kritisch gewordene“ – Klarträumer kann die physischen Gegebenheiten (sein schlafender Körper im Bett) von den phänomenalen Gegebenheiten (der Traumszenerie) unterscheiden. Der Klarträumer weiß also, dass er in der physischen Welt schläft. Tholey formulierte vereinfacht: Das Traum-Ich vergisst das Schläfer-Ich nicht. Alles, was unmittelbar erscheint, ist grundsätzlich immer Bestandteil der eigenen phänomenalen Welt. So wie im Wachzustand über sensomotorische Regelkreise vom PPN in die physische Welt handelnd eingegriffen werden kann, kann vom Klartraumzustand aus verändernd auf die innere, phänomenale Welt eingewirkt werden.

### Klarträume und Schlafphasen

Die normalen Schlafstadien einer Nacht im Hypnogramm

Hypnogramm mit einem Schlafzyklus – hier folgte nach kurzem „wach liegen“ (W) etwas Leichtschlaf (N1), unterbrochen von erneutem wach werden, danach etwas Schlaf der Stadien N2 und ausgiebig Tiefschlaf (N3) sowie 13 Minuten REM-Schlaf (R).

Klarträume werden überwiegend in der REM-Phase des Schlafs beobachtet. Es liegen jedoch auch Berichte aus den sogenannten Non-REM- oder auch NREM-Phasen vor. Luzide Phasen im REM-Schlaf sind methodisch leichter nachweisbar. Der empirische Nachweis erfolgt mit Hilfe von Augenbewegungen. Die Augenmuskeln bleiben im Gegensatz zu allen anderen Muskeln des Körpers im (Klar-)Traum willkürlich steuerbar. Der Klarträumer hat die Möglichkeit, mit den Augen vor dem Traum vereinbarte Bewegungen durchzuführen und damit den luziden Zustand dem Experimentator „nach außen“ zu signalisieren.
Unter Verwendung dieses experimentellen Paradigmas konnte eine Forschergruppe der Universität Bonn bei einer Versuchsreihe in einem Schlaflabor während der luziden Traumepisoden eine veränderte Aktivität des präfrontalen Cortex feststellen, der für kritische Bewertung von Ereignissen zuständig ist und während des Schlafs normalerweise ruht.
Eine Untersuchung der Max-Planck-Institute für Psychiatrie und Kognitions- und Neurowissenschaften sowie der Berliner Charité konnte im Jahr 2012 bei Personen im luziden Traum eine Aktivierung eines spezifischen kortikalen Netzwerks nachweisen. Demnach ist im klaren Zustand im Vergleich zu einem normalen Traum die Aktivität im rechten dorsolateralen präfrontalen Kortex, der frontopolaren Regionen und dem Precuneus erhöht. Diese Gehirnareale werden allgemein mit Selbsteinschätzung, der Bewertung eigener Gedanken und Gefühle sowie der Selbstwahrnehmung in Zusammenhang gebracht.

### Häufigkeit von Klarträumen
Schredl und Erlacher haben 2004 in einer Studie Angaben von 444 Psychologiestudenten (85 % Frauen und 15 % Männer; Alter: Anfang 20) aus dem Raum Mannheim, Heidelberg und Landau zur Häufigkeit ihres Erlebens von Klarträumen ausgewertet. Das Ergebnis ist in der Tabelle dargestellt.
| Auftreten                  | Anteil |
| -------------------------- | ------ |
| nie                        | 18,0 % |
| weniger als einmal im Jahr | 7,5 %  |
| etwa einmal im Jahr        | 10,9 % |
| etwa 2 bis 4 Mal im Jahr   | 26,7 % |
| etwa einmal im Monat       | 16,2 % |
| 2 bis 3 Mal im Monat       | 10,3 % |
| etwa einmal die Woche      | 8,0 %  |
| mehrmals die Woche         | 2,5 %  |

Es gibt individuelle Berichte aus unterschiedlichen Lebensphasen von Träumern, in denen ein einzelner, meist präluzider Traum auftrat. Weiterhin berichten Personen über regelmäßige Klartraumerlebnisse u. a. seit ihrer Kindheit bzw. Jugend. Die Geisterbeschwörer verschiedener Ethnien sollen in der Lage sein, luzide Träume bewusst herbeizuführen, um „Seelenreisen in die Welt der Geister“ durchzuführen.
Um eine Antwort auf die Frage zu finden, wie viele Menschen bereits Erfahrungen mit luziden Träumen hatten, wurden in den vergangenen Jahren verschiedene Studien durchgeführt. Laut diesen Befragungen hatten zwischen 26 % und 82 % der Teilnehmer mindestens einen Klartraum in ihrem Leben. Diese Bandbreite kann durch die unterschiedliche Auswahl der Probanden (Zufallsstichprobe, Interessierte, Studenten u. a. der Psychologie) wie auch durch die jeweilige Klartraumdefinition (u. a. Abgrenzung zum präluziden Traum) erklärt werden. Auch die individuelle Häufigkeit von luziden Träumen weist eine große Streuung auf.

### Phänomenologische Aspekte des Klartraums

#### Falsches Erwachen
Beim sogenannten „falschen Erwachen“ erlebt der Klarträumer, dass er aus seinem Traum erwacht und in den Wachzustand wechselt, obwohl er tatsächlich weiterträumt und dieser Vorgang nur innerhalb seines Traumes stattgefunden hat. Berichte über falsches Erwachen scheint es überwiegend bei Klarträumern zu geben. Dieses Phänomen stellt eine Verwirrung des Träumers dar, denn er nimmt irrtümlich an, sich im Wachzustand zu befinden, während er weiterträumt. Es ist auch möglich, dass ein falsches Erwachen aufgrund von Unkonzentriertheit auf Seiten des Träumers hervorgerufen wird, oder weil er das gerade Geträumte in Frage stellt oder es ihm so viel Angst macht, dass er es ablehnt. Es kann auch vorkommen, dass falsches Erwachen zeitlich mehrmals kurz hintereinander auftritt.

#### Außerkörperliche Erfahrungen
Als außerkörperliche Erfahrung wird ein neurowissenschaftlich beschriebener und u. a. im Labor wiederholt replizierter Zustand bezeichnet, bei dem sich der Betroffene als außerhalb seines physischen Körpers wahrnimmt.
Diverse Autoren beschreiben die Möglichkeit, aus einem luziden Traum heraus eine solche Erfahrung einzuleiten, beispielsweise mit der von Robert A. Monroe entwickelten Hemi-Sync-Methode (binaurale Beats). Celia Green und Charles McCreery von der Universität Oxford beschreiben in ihrem Buch entsprechende Erfahrungsberichte, wobei diese out-of-body experiences mit verschiedenen Techniken herbeigeführt wurden. Ihre Forschungen legen nahe, dass „außerkörperliche Wahrnehmungen“ – ebenso wie Visionen, Halluzinationen, bestimmte Drogenerfahrungen und ekstatische Zustände – grundsätzlich denselben physiologischen Vorgängen und Mechanismen unterliegen wie die luziden Träume. Auch Susan Blackmore sieht Gemeinsamkeiten zwischen bestimmten luziden Träumen und außerkörperlichen Erfahrungen.
Innerhalb eines kritisch-realistischen Weltbildes wird die Möglichkeit eines faktischen Verlassens des physischen Körpers jedoch bestritten. Phänomenal kann der Träumer zwar erleben, dass er seinen Körper verlässt, aber er träumt diesen Vorgang. Innerhalb naiv-realistischer Weltbilder kann ein solcher Vorgang durchaus angenommen werden, wobei die Existenz einer Art „Seele“ postuliert wird, die unabhängig vom physischen Körper existieren kann. Aus kritisch-realistischer Sicht wird dabei aber das phänomenale Geschehen – also das Erleben des Träumers – mit dem physischen (transphänomenalen) Geschehen verwechselt.

### Ein- und zweiseitige Kommunikation im Klartraum
Den Traumforschern Stephen LaBerge und – unabhängig von ihm – Keith Hearne gelang es, mit Hilfe der EEG und EOG Signale von Klarträumern – willkürliche Augenbewegungen – zu vereinbaren und im Schlaflabor nachzuweisen. In LaBerges ersten Untersuchungen ballten die Träumer im Traum auch die Hände, was mittels Handgelenks-EMG nachgewiesen wurde. Das Geschehen kann als „einseitige Kommunikation“ verstanden werden; faktisch handelte es sich um das bewusste Senden eines Signals des Probanden aus dem Traumzustand an den Traumforscher.
In einem Artikel der Zeitschrift Current Biology von 2021 beschrieben Kognitionswissenschaftler aus vier verschiedenen Teams, dass es ihnen im Schlaflabor gelungen ist, eine sogenannte „zweiseitige Kommunikation“ mit klarträumenden Probanden aufzunehmen. In einem Beispiel erhielt der träumende Proband die gesprochene Aufforderung, eine einfache arithmetische Aufgabe zu lösen. Die Aufgabe war „8 minus 6“, das Ergebnis ist „2“ – entsprechend führte der Proband im Traum zwei Augenbewegungen von links nach rechts aus. Der träumende Proband verstand also die Aufgabenstellung und konnte mit vorher eingeübten Augenbewegungen das richtige Ergebnis den Forschern mitteilen. In verschiedenen Experimenten gelang es den Forscherteams, durch codierte Lichtsignale, akustische und haptische Reizung den Klarträumern Signale zu senden, auf die sie entweder per Augenbewegung oder durch Muskelkontraktionen des Gesichts antworteten.

## Praxis

### Techniken zur Einleitung von Klarträumen
Zur Einleitung eines Klartraums stehen unterschiedliche Techniken zur Verfügung, diese lassen sich grob in drei Bereiche einteilen:

#### Bewusstseinstechniken

##### Klarheit gewinnende Techniken (engl.dream induced lucid dreaming, kurz DILD)
Der Träumende wird sich im Traum spontan oder situationsbedingt bewusst, dass er träumt. Das Klar-Werden erfolgt erst im Verlauf des Traumgeschehens. Das übliche Vorgehen bei dieser Form der Klartrauminduktion ist das Einüben einer kritischen Haltung gegenüber dem eigenen Bewusstseinszustand. Vereinfacht formuliert: Man fragt sich ernsthaft und mehrfach am Tag: Wach’ ich oder träum’ ich? Diese Frage und die entsprechende „kritische“ Haltung, die während des Wachzustands eingeübt wird, kehrt auch im Traum wieder und kann dann zur Auslösung eines Klartraums führen. Derartiges Bewusstwerden im Traum kann auch durch das Wiedererkennen von regelmäßig auftretendem Trauminventar erfolgen, also von sogenannten „dream signs“. Die Erkenntnis des Traumzustands kann auch spontan entstehen, wenn dem Träumenden – beispielsweise während er schwerelos schwebt – der bizarr-surreale Charakter des Traumszenarios ins Auge springt.
In einer Übersichtsarbeit von 2012 verglichen Stumbrys et al. verschiedene Einleitungstechniken, dabei stellten sich vier DILD-Techniken als sehr erfolgreich heraus:
- LaBerges MILD-Technik (mnemonically induced lucid dreaming) – eine Technik, die das prospektive Gedächtnis nutzt und eine geplante Aktion beinhaltet oder die Absicht, etwas zu einem späteren Zeitpunkt durchzuführen: Ich werde im Traum erkennen, dass ich träume.[30] Die WBTB-Technik (wake-back-to-bed), bei der der Schlafzyklus nach ~ 3 REM-Perioden (ca. 4,5 Std.) für 30 min. unterbrochen wird, kann, kombiniert mit der MILD-Technik, erfolgreich zur Einleitung von Klarträumen genutzt werden.[31][29][30]
- reine Realitäts-Checks – kritische Reflexion über den derzeitigen Bewusstheitszustand: Befinde ich mich in der Traum- oder Wachrealität?[32]
- reine Intention, einen Klartraum in der Nacht zu erleben – vgl. Trauminkubation[32]
- Tholeys Kombinations-Technik – Realitäts-Checks/-Reflexion kombiniert mit der Absicht, einen Klartraum zu erleben[33]

##### Klarheit bewahrende Techniken (engl.wake induced lucid dreaming, kurz WILD)
Der noch wache Mensch, der sich seines Wachzustands und des baldigen Träumens bewusst ist, erhält sich diese Klarheit, während sein Körper in die natürliche Schlafparalyse verfällt und er zu träumen beginnt. Für WILD-Techniken fanden Stumbrys et al.(2012) weniger überzeugende Resultate. WILD-Techniken erwiesen sich außerdem für Anfänger schwierig zu erlernen und erzeugen mehr Fälle von Schlafparalyse.

##### Meditation
In mehreren Studien wurde der signifikante Zusammenhang zwischen dem regelmäßigen Praktizieren von Meditationsformen und der Häufigkeit von Klarträumen festgestellt.
Gewisse Meditationszustände teilen Gemeinsamkeiten mit luziden Träumen; so fand beispielsweise eine Studie von Stumbrys et al.(2015) einen Zusammenhang zwischen der Praxis der Achtsamkeits-Meditation im Wachzustand und der Häufung von Klarträumen. Im westlichen Kulturkreis ist das Üben von „Achtsamkeit“ insbesondere durch den Einsatz im Rahmen verschiedener Psychotherapiemethoden bekannt geworden und ist daher nicht religiös eingefärbt, wie beispielsweise das Traumyoga.

#### Externe Reize: elektronische Hilfsmittel
Beim Induzieren von luziden Träumen können elektronische Hilfsmittel eingesetzt werden. Mit ihrer Hilfe werden externe Reize außerhalb des Traumgeschehens erzeugt, denen der Träumer ausgesetzt wird und als Hinweisgeber für den bestehenden Traumschlaf dienen. Dies geschieht mittels Detektion der REM-Phase über Sensoren, die darauf erfolgenden Reize können dann einen Klartraum induzieren. Solche externen Reize sind meist visuell (Lichtsignale) oder auditiv (Worte oder Töne). Eine andere Methode der Klartrauminduktion verwendet eine schwache Reizung des Schädels mit Wechselstrom. Für die Lichtreizinduktionsmethode fanden Stumbrys et al.(2012) überzeugende Resultate, während die auditiven Methoden weniger überzeugende Resultate lieferten.

#### Psychotrope Hilfsmittel
Die REM-Phase steht unter cholinerger Kontrolle und ist mit lebhaften Träumen assoziiert. Daher können cholinerge Substanzen, wie Galantamin, Dimethylaminoethanol (DMAE), Donepezil, Rivastigmin, Huperzin A, Nikotin, Cholin und Alpha-GPC luzide Träume beeinflussen und induzieren. Weiterhin ist der Einfluss auf luzide Träume von Bupropion, Propranolol, den glutaminergen Aminosäuren L-Asparaginsäure, L-Glutamin und L-Theanin, sowie den Pflanzen Silene undulata und Calea ternifolia bekannt. Der Autor Thomas Yushak nimmt eine signifikante Erleichterung des Klartraumzustands an, wenn dopaminerge und adrenerge Stimulation gleichzeitig mit cholinerger und/oder glutaminerger Stimulation während des Schlafzustands eintritt. Eine Studie von 2002 mit zwölf Probanden ergab, dass sich bei der täglichen Einnahme von 250 mg Pyridoxin (Vitamin B6) vor dem Schlafengehen nach drei Tagen ein stärkeres Traumerleben einstellt. Diese Ergebnisse wurde durch eine randomisierte, doppelblinde, placebo-kontrollierte Folgestudie (2018) mit 100 Probanden validiert; die Traumerinnerung der Vitamin-B6-Gruppe steigerte sich um 64 % gegenüber der Placebo-Gruppe.
Stephen LaBerge wurde auf die Methode, mit welcher der REM-Schlaf durch psychotrope Substanzen beeinflusst werden kann, um Klarträume hervorzurufen, das US-Patent US20040266659 erteilt. Für Induktion durch cholinerge Substanzen fanden Stumbrys et al. (2012) weniger überzeugende Resultate, da nur eine Studie mit Donepezil in der Übersichtsarbeit berücksichtigt wurde, jedoch geht Bazzari in seiner Übersichtsarbeit (2018) detailliert auf die Induktion von luziden Träumen mit Hilfe von psychotropen und pharmakologischen Substanzen ein.

### Anwendung von Klarträumen

#### Sport
Die Handlungsmöglichkeiten während eines Klartraums eröffnen dem Träumer verschiedene Optionen: Paul Tholey nutzte Klarträume systematisch, um komplexe Bewegungsabläufe zu optimieren. Damit war es ihm möglich, auch koordinativ anspruchsvolle Sportarten wie z. B. Skateboard, Kunstrad und Snowboard im Traum zu trainieren und damit antizipatorisch für den Wachzustand vorzubereiten bzw. Erlerntes durch Traumwiederholungen zu perfektionieren. Neuere Forschung gibt es hier von dem Sportwissenschaftler Daniel Erlacher.

#### Psychotherapie
Die Behandlung von Albträumen ist ein weiteres Einsatzgebiet von Klarträumen. Diese führen bei unerfahrenen Träumern auch oftmals zu den ersten Erlebnissen der Luzidität. Celia Green und Stephen LaBerge haben Fälle belegt, in denen sich der Träumer durch einen Albtraum seines Traumzustandes bewusst wurde und dadurch den weiteren Traumverlauf – zumindest in Ansätzen – in eine positive Richtung lenken konnte. Inzwischen wurden Techniken entwickelt, die die angesprochenen persönlichen Konflikte, die im Traumgeschehen als beängstigend wahrgenommen werden, durch den Klartraum in positive, persönlichkeitsintegrierende Auflösungen wandeln können. Daraus ziehen sie den Schluss, dass Klarträume u. a. auch begleitend zur psychotherapeutischen Behandlung von Patienten eingesetzt werden können, die unter posttraumatischen Belastungsstörungen leiden, wenn sie nach einem traumatisierenden Erlebnis von Albträumen geplagt werden.
Ausgehend von der Annahme, dass alle Aspekte eines Traums und damit auch die eines Klartraums Bewusstseinsbestandteile sind, kann ein Träumer in dialogischer Form mit bewussten und unbewussten Anteilen seiner Psyche in Kontakt treten. Er kann beispielsweise Traumfiguren nach ihrer Bedeutung oder nach dem Sinn des Traumes fragen und damit sogar aktive Traumdeutungen im Traum selbst erreichen. Der fortgeschrittene Klarträumende kann also bereits während des ablaufenden Traumes über das Geschehen selbst reflektieren und erreicht so eine Art „Metaposition“ innerhalb des Traums.
Klarträume können zur Lösung von verdrängten bzw. unbewussten persönlichen Konflikten oder Problemen beitragen. Da es sich bei den Inhalten von Klarträumen jeweils um subjektive Ansichten handelt, sollten dort gefundene Lösungen im Alltag und im Wachbewusstsein kritisch überprüft werden, wenn sie im Wachzustand angewendet werden sollen.

## Geschichte

### Westliche Welt
Schon in der Antike werden Klarträume von Aristoteles erwähnt, der bemerkt: „oft nämlich sagt einem, wenn man schläft, etwas in seinem Bewusstsein: Was dir da erscheint, ist nur ein Traum“. Die erste seriöse Arbeit über Träume und Traumkontrolle in der westlichen Welt veröffentlichte 1867 der französische Traumforscher Léon d’Hervey de Saint-Denys. Über Jahrzehnte hinweg zeichnete er seine nächtlichen Träume auf und eignete sich die Fähigkeit an, seine Träume zu kontrollieren. Sigmund Freud waren das Werk von Léon d’Hervey de Saint-Denys und somit die Möglichkeit der Traumlenkung bekannt. In seinem Werk Die Traumdeutung setzt er sich aber nur kurz damit auseinander. Die Studien von Léon d’Hervey de Saint-Denys konnten seine Generation der Schlaf- und Traumforscher nicht bewegen, dieses Phänomen intensiver zu untersuchen – im Gegenteil. Für den Briten Henry Havelock Ellis beispielsweise, der auch mit Freud intensiv korrespondierte, zählten luzide Träume nicht zu den Träumen. Erst mit dem richtungsweisenden Artikel des Niederländers Frederik Willems van Eeden in Proceedings of the Society for Psychical Research (1913) fand die Klartraumforschung erste Anerkennung. Er hatte, wie Léon d’Hervey de Saint-Denys vor ihm, über Jahre hinweg Traumtagebuch geführt, erlernte dabei die Traumkontrolle und konnte in seinem Artikel auf den Erlebnisschatz seiner 352 luziden Träume zurückgreifen. Van Eeden prägte den Begriff luzides Träumen.
Danach gab es weitere Veröffentlichungen von Wissenschaftlern und Philosophen. Aber erst mit dem Buch Lucid Dreams von Celia Green (1968) und der fast gleichzeitigen Wiederveröffentlichung von Van Eedens Aufsatz durch Charles Tart (1969) wurde das Interesse der Wissenschaft wieder geweckt. Celia Greens Arbeiten zur Parapsychologie veranlassten jedoch „konventionelle“ Wissenschaftler zu weiterer Skepsis, und luzide Träume wurden in die „esoterische Ecke“ geschoben. Auch Greens Einschätzung, dass luzides Träumen bald nachweisbar sein würde, wurde abgetan. 1972 veröffentlichte Carlos Castaneda sein Buch Reise nach Ixtlan, in dem er über luzide Träume berichtet. Noch genauer geht Castaneda in seinen Büchern Die Kunst des Pirschens und Die Kunst des Träumens auf das Thema ein, wobei er hier zusätzlich noch Phantasiewesen, sogenannte „Traum-Scouts“ einbaute. Diese Werke spielten neben seinen anderen in der New-Age-Bewegung der 1970er und 1980er Jahre eine wichtige Rolle.
Trotz vieler weiterer Berichte wurden luzide Träume von Forschern weiter als unmöglich oder auch absurd abgetan. Die Ansicht von Ernest Hartmann, dass Klarträume kein Bestandteil von Träumen sind, sondern eher kurzes Aufwachen, teilten einige Traumforscher. Klarträume wurden auch als Mikro-Erwachen interpretiert. Beweise für diese Annahme konnten jedoch nicht erbracht werden.
Stephen LaBerge, einem US-amerikanischen Forscher auf dem Gebiet der luziden Träume, inspiriert von Celia Greens Buch, und unabhängig von ihm Keith Hearne gelang es, durch systematische Experimente mit Hilfe der neu entwickelten EEG und EOG Signale des Träumers – willkürliche Augenbewegungen – aus dem luziden Traum heraus zu erzeugen, die dann im Labor nachgewiesen werden konnten. (In seinen ersten Untersuchungen ballten die Träumer im Traum auch die Hände, was sich mittels Handgelenks-EMG nachweisen ließ.) Die gezielte Induktion von luziden Träumen, die Aufrechterhaltung des Bewusstseins über den Traumzustand und die möglichen Einsatzgebiete waren die Fragestellungen zu Beginn der systematischen Forschung. LaBerge schlägt vor, luzides Träumen als Testfall für die „konventionelle“ Traumforschung einzusetzen, wie beispielsweise beim Beleg der sogenannten Scanning-Hypothese. Theorien über die Entstehung von Träumen müssen Klarträume mitberücksichtigen, was sie bis heute nicht tun. Im deutschsprachigen Raum beschäftigte sich der 1998 verstorbene Paul Tholey mit luziden Träumen und ihren Einsatzmöglichkeiten. Auf ihn geht auch der Begriff des Klartraums zurück, mit dem er lucid dream aus dem Englischen übersetzte und präzisierte. Sein spezielles Forschungsfeld war motorisches Lernen ohne physischen Körpereinsatz, also ohne körperliches Training. Untersucht wird, in welchem Maß das Trainieren des erlebten Körpers im Traum motorische Lernfortschritte beim physischen Körper ermöglicht.

### Andere Kulturen
Luzides Träumen wird weltweit in verschiedenen Kulturkreisen praktiziert. Die Ziele, die damit verbunden sind, unterscheiden sich teilweise erheblich.
So ist das Traumyoga Bestandteil der Sechs Lehren des Naropa und damit eine aus dem buddhistischen Vajrayana stammende Praxis. Innerhalb des tibetisch-schamanistischen Bön gibt es eine eigenständige Übertragung zum buddhistischen Traumyoga. Das Traumyoga ist eine erweiterte Meditationsform und strebt die geistige Klarheit während sonst unbewusster Phasen an; letztlich soll es der Erfahrung der wahren Natur des Geistes – der Buddhanatur – dienen. Im Bön, das in Teilen Ähnlichkeiten zur buddhistischen Nyingma-Schule hat, gehen die Lehren auf das Dzogchen-System des Zhang Zhung Nyan Gyud zurück, ein Lehrsystem, das nach der eigenen Überlieferung der Bön bedeutend älter ist (Ursprünge sollen weit v. Chr. liegen) als das buddhistische Dzogchen. Tongjung Thuchen, der im 8. Jahrhundert lebte und in der Tradition des Bön lehrte, soll seine Unterweisungen, die zur „Praxis des Chöd“ führten, im luziden Traum beim Traumyoga empfangen haben. Chöd bedeutet das Abtrennen, Durchschneiden und Loslösen alles Anhaftenden. Dies kann zum Beispiel in der systematischen Zerstückelung und Opferung des Traumkörpers, des Ichs im Klartraum geschehen. Im westlichen psychologischen Sprachgebrauch kann das zuerst eine Persönlichkeitsspaltung bedeuten, doch wenn sich der Träumer seinen persönlichen Konflikten und Problemen (karmischen Verstrickungen) im Traum stellt, kann bei der Wandlung eines Albtraums in einen Klartraum durch Selbstlosigkeit oder Erweiterung des persönlichen Blickwinkels die Persönlichkeitsspaltung überwunden werden.
Umstritten war, ob das Volk der Senoi, eine Ethnie im heutigen Malaysia, eine Form der Traumsteuerung wie das luzide Träumen beherrscht. Die Senoi wurden 1935 von dem Anthropologen Kilton Stewart entdeckt und beschrieben. Er beschreibt das Volk in der täglichen Traumarbeit und dem kreativen Umgang mit Klarträumen, die eine zentrale Rolle in ihrem Leben einnähmen. Ann Faraday und ihr Mann John Wren Lewis widerlegten 1983 nach einem einjährigen Aufenthalt mit ihren Erkenntnissen die Berichte von Stewart.

## Die Rolle des Klarträumens in der Kultur

### Bildende Kunst
Ohne den Begriff Klartraum oder luziden Traum zu kennen, beschrieb in der bildenden Kunst als Erster der Surrealist René Magritte einen klartraumähnlichen Bewusstseinszustand. Er nannte es eine Halbschlaf-Vision beim morgendlichen Aufwachen, durch die er wesentliche Bildkompositionsprobleme löste. Er unterschied diese Form von Träumen von den nächtlichen Träumen, die die meisten anderen Surrealisten ins Zentrum ihrer Aufmerksamkeit stellten. Bei seinen Arbeiten ging es um das Hervorrufen des Mysteriums, das durch das zufällige Zusammentreffen zweier wesensfremder Objekte entsteht. Gemäß dem Lautréamontschen Satz „Die Begegnung einer Nähmaschine und eines Regenschirms auf einem Seziertisch“ versuchte er in seinen Arbeiten, sich dem Mysterium zu nähern. Das Erkennen solcher bizarrer, surrealer Situationen im Traum ist beim Hervorrufen von Klarträumen erfolgreich.
Wir finden bei René Magritte folgende Äußerung zu seinen „Bild-in-Bild-Themen“ (Staffeleibild mit demselben Motiv wie Fensterausschnitt): „So sehen wir die Welt, wir sehen sie als ein Außen, obwohl wir die Vorstellung von ihr in uns tragen.“

### Film und Fernsehen
- 1961 wurde die Episode Shadow Play aus der Serie Twilight Zone ausgestrahlt, in der ein Verurteilter vergeblich seine Umgebung davon zu überzeugen versucht, dass seine letzten Stunden nur ein Traum sind, der sich tatsächlich nach jeder Hinrichtung – mit leichten Variationen – wiederholt.
- 1984: Dreamscape – Höllische Träume
- 1984 begann die A-Nightmare-on-Elm-Street-Horrorfilmreihe, in der sich Jugendliche in ihren Träumen gegen einen übernatürlichen Serienmörder wehren müssen.
- 1997 erschien Abre los ojos. Der Protagonist ist hier nach einem Autounfall in einem Traum gefangen, bis er sich dessen bewusst wird und wieder erwacht.
- 1998: In der Folge Wache Momente der Science-Fiction-Serie Star Trek: Raumschiff Voyager rettet Commander Chakotay der Crew das Leben, indem er sich selbst in einen kontrollierten Traumzustand versetzt.
- 2000: Der Film The Cell handelt von einer Ermittlerin, die in den Traum eines Serienmörders eindringt. Sie will dort erfahren, wo dieser sein letztes (zu dem Zeitpunkt noch lebendiges) Opfer versteckt. Dabei vergisst sie zeitweilig, dass sie sich in einem Traum befindet, und ist darin gefangen, bis ihr dies wieder bewusst wird.
- 2001 erschien mit Vanilla Sky eine US-amerikanische Neuverfilmung von Abre los ojos in den weltweiten Kinos.
- 2001: Waking Life
- 2006: Paprika
- 2010 erschien ein Remake von A Nightmare on Elm Street
- 2010 machte der Kino-Film Inception von Regisseur, Drehbuchautor und Produzent Christopher Nolan Klarträume zur Basis eines Science-Fiction-Heist-Thrillers, der 2011 mit vier Oscars ausgezeichnet wurde.
- 2013: In der Folge Anchors der Fantasy-Serie Teen Wolf hat Stiles nach einem Ritual einen luziden Traum.
- 2017: Lucid Dream
- 2021 Tatort: Dreams[76]
- 2021: Sie weiß von dir (britische Mini-Serie)